# Грэбер, Дэвид
Дэ́вид Грэ́бер (англ. David Rolfe Graeber; 12 февраля 1961, Нью-Йорк — 2 сентября 2020) — американский антрополог и общественный деятель, анархист. Доктор философии. Профессор Лондонской школы экономики (с 2013 года).
Наиболее известная работа Грэбера — «Долг: первые 5000 лет истории». Ему часто приписывают авторство лозунга «Нас 99 %» (англ. «We are the 99 percent»).

## Биография
Родился в рабочей семье. Его отец, бывший участник Лиги молодых коммунистов США, был участником гражданской войны в Испании на стороне республиканцев.
Окончил Перчейз-колледж (бакалавр).
Степени магистра и доктора философии (под руководством Маршалла Салинса) получил в Чикагском университете, где стал лауреатом программы Фулбрайта и исследовал малагасийцев на Мадагаскаре. Вспоминал: 
Почти два года я жил в горах Мадагаскара. Незадолго до моего приезда там произошла вспышка малярии. Она оказалась особенно губительной потому, что в горных районах Мадагаскара малярию искоренили много лет назад и два поколения спустя большинство жителей утратили к ней иммунитет. Проблема состояла в том, что на программу уничтожения малярийных комаров требовались деньги, поскольку было необходимо постоянно контролировать их численность и проводить обработку инсектицидами, если они начинали активно размножаться. Но из-за бюджетной экономии, навязанной МВФ, правительству пришлось сократить программу мониторинга. Эпидемия унесла жизни десяти тысяч человек…
В 1998—2007 годах преподаватель антропологии в Йельском университете.
В 2007—2013 годах преподаватель Лондонского университета.
С 2013 года профессор антропологии Лондонской школы экономики.
Видный участник движения «Захвати Уолл-стрит» (часто считается его идеологом и автором лозунга «Мы — 99 %») и других политических акций. Член профсоюза «Индустриальные рабочие мира».
Его книга «Долг: первые 5000 лет истории» («Debt: The First 5000 Years», 2011) переведена более чем на десять языков.
Андрей Грубачич отмечал, что первой книгой Грэбера, которую он рекомендовал бы прочесть, является сборник Possibilities: Essays on Hierarchy, Rebellion, and Desire — так как «она содержит все зародыши идей, которые Дэвид продолжит исследовать».
The Dawn of Everything (Penguin), на которую он потратил вместе с соавтором 10 лет, стала международным бестселлером, переведена на 30 языков. В 2022 в «Гардиан» даже указывалось, что «книга упоминается как причина, по которой студенты подают заявки на курсы археологии. Это, вероятно, самый большой подобный толчок с тех пор, как Индиана Джонс сбежал из змеиной ямы».
В год выхода труд попал в большинство списков книг года, год спустя станет финалистом премии Оруэлла (войдет в ее шорт-лист). Как отмечал David A. Bell: «„Рассвет всего“ был провозглашен шедевром. Но внимательное прочтение ее взгляда на эпоху Просвещения обнаруживает тревожные ошибки».
В своей рецензии в New York Review of Books, озаглавленной «В поисках утопии», Кваме Энтони Аппиа обвинил авторов в том, что они выдвигают идеологически мотивированные аргументы, противоречащие цитируемым ими исследованиям.

## Основные труды
- Грэбер Д. Фрагменты анархистской антропологии = Fragments of an Anarchist Anthropology (2004). — Радикальная теория и практика, 2014
- Гребер Д. Долг. Первые 5000 лет истории = Debt: The First 5000 Years (2011). — Ad Marginem, 2015
- Гребер Д. Утопия правил. О технологиях, глупости и тайном обаянии бюрократии = The Utopia of Rules (2015). — Ad Marginem, 2016
- Гребер Д. Бредовая работа. Трактат о распространении бессмысленного труда = Bullshit Jobs: A Theory (2018). — Ad Marginem, 2020
- Гребер Д. Пиратское Просвещение, или Настоящая Либерталия = Pirate Enlightenment, or the Real Libertalia (2023). — Ad Marginem, 2024
- Гребер Д., Уэнгроу Д. Заря всего. Новая история человечества = The Dawn of Everything. A New History of Humanity (2021). — Ad Marginem, 2024

## Переводы некоторых статей
- Фрагменты анархистской антропологии
- Новые анархисты
- О феномене бесполезных работ
- Дерьмовые работы. Перевод главы из книги Дэвида Грэбера
- «В Библии священным считается вовсе не долг, а его прощение»
- Почему мир игнорирует курдских революционеров в Сирии?
- Эрдоган как пособник ИГИЛ?
- «Нет, это настоящая революция» — интервью Дэвида Гребера
- «Правительство в Роджаве для успокоения иностранцев» — интервью Дэвида Гребера
- Борг: історія перших п’яти тисяч років (укр.)
- Как изменить ход истории человечества — эссе Дэвида Грэбера и Дэвида Уэнгроу